# オーシャン (戦列艦・1761年)
| オーシャン | オーシャン |
| 艦歴       | 艦歴 |
| ---------- | --- |
| 運用者     | イギリス海軍 |
| 建造       | チャタム工廠 |
| 発注       | 1758年4月22日 |
| 進水       | 1761年4月21日 |
| その後     | 1793年売却 |
| 性能諸元   | |
| クラス     | サンドウィッチ級 90門2等戦列艦                                                                                                |
| トン数     | 18338⁄94bm |
| 全長       | 砲列甲板：176ft (53.6m) |
| 全幅       | 49ft (14.9m) |
| 深さ       | 船倉：24ft (7.3m) |
| 推進       | 帆走（3本マストシップ） |
| 兵装       | 90門： 上砲列：12ポンド（5kg）砲30門 中砲列：18ポンド（8kg）砲30門 下砲列：32ポンド（15kg）砲28門 船首楼：9ポンド（4kg）砲2門 |

オーシャン (HMS Ocean) はイギリス海軍の90門2等戦列艦。1761年4月21日にチャタム工廠で進水した。

## 艦歴とエピソード
オーシャンは1761年4月にウィリアム・ラングドン艦長のもとで就役した。そして、当初エドワード・ホーク提督の指揮する艦隊に配備された。しかし、ホークに必要な戦力としては過大であると見なされたため、1763年3月にプリマス工廠へ戻り予備役とされた。オーシャンは1769年に小規模な修理を受けたものの、その後7年間港に留め置かれた。
オーシャンは1770年10月に、スペイン・フランスとのフォークランド諸島での危機に伴い、イギリス海軍を強化するためジェームズ・クランストンを艦長として再就役した。結局この危機では戦闘は起こらず、オーシャンはプリマスに戻った。帰港後、オーシャンは港の警備艦に改装され、ジョセフ・ナイト艦長のもとで任務を行った。1772年に港湾司令官リチャード・スプライの旗艦となり、近海警備や翌1773年に行われた観艦式への参加を行った。ナイト艦長は1774年にこの船を退艦し、ジョン・レイノルドが短期間艦長として着任したが、すぐにジョン・ラフォレイ艦長と交代した。ジョン・ラフォレイ艦長は1776年3月にエドワード・レ・クラ艦長に代わったものの、同年12月に再び同艦に復帰した。
この船は、1793年に退役し、売却された。